# Xabiani Ponce de León
Xabiani Ponce de León (Oaxaca de Juárez, Oaxaca; 6 de noviembre de 1993) es un actor, cantante y músico mexicano conocido por interpretar el papel de Omar Valdés en Bienvenida realidad, Marco Tavelli en la serie de Disney Channel Latinoamérica, Violetta, y Carlos Remolina en la película mexicana Esto no es Berlín.
Desde 2017 forma parte de la banda Fly The Band, una banda de Pop-Rock con influencias de los años noventa, en la cual es vocalista y guitarrista principal.

## Carrera
En 2005 hasta 2006 hizo su primer proyecto fuera de la publicidad, teniendo una pequeña aparición en la versión local del programa de Disney Channel, Disney Club
En 2007, participó en el reality Max Steel Misión Adrenalina, coproducción entre Televisa y Mattel.
En 2010 apareció en el cortometraje Confianza, presentado en el Festival de Interuniversidades. También actuó en el capítulo "Mister Narco" de la telenovela La rosa de Guadalupe, interpretando a Oziel.
En 2011, Xabiani hizo su debut en cine con la película Malaventura de IronAge Pictures y Balero Films. Ese mismo año, quedó seleccionado para participar en la serie mexicana Bienvenida realidad, interpretando el personaje de Omar Valdés.
En 2012, apareció en un episodio de la serie mexicana Paramédicos, interpretando a Daniel. Ese año se unió al elenco de la serie de Disney Channel, Cuando toca la campana, para participar de la segunda temporada haciendo el personaje de Paul, un chico deportista, atractivo y vanidoso.
En 2013 actuó en el corto dramático Réquiem para Inés, donde personificó a Daniel. El corto, dirigido por Iván Moctezuma, participó en el Festival Internacional de Cine de Acapulco. También protagonizó el corto Paradisio, dirigido por Rodrigo Ruiz Patterson, donde interpretó a Michel un joven aristócrata que vive el duelo por el suicidio de una amiga cercana a través de un viaje en el vacío y la violencia de su entorno. El cortometraje se presentó en el Festival Internacional de Cine de Guanajuato, en el Oaxaca FilmFest, Raindance Film Festival y en el Festival Internacional de Cine de Morelia.
También en el mismo año, se unió al elenco de la serie de Disney Channel Violetta, para su segunda temporada, personificando a Marco. Marco es mexicano y reside en Argentina. Es fan de los chicos del Studio, a quienes conoció a través del portal de Youmix. Es extrovertido y tiene talento para la música. No teme hacer el ridículo en público y siempre está para dar una mano a sus amigos. En julio de ese año, empezó con sus compañeros de elenco la gira de Violetta en vivo por Latinoamérica y Europa.
En 2014 volvió a repetir su papel para la tercera temporada de la serie.
En 2019 protagonizó la cinta de drama Esto no es Berlín, dirigida por Hari Sama, siendo este su primer protagònico en cine.

## Filmografía

### Televisión
| Año         | Título                      | Rol                         | Notas                                    |
| ----------- | --------------------------- | --------------------------- | ---------------------------------------- |
| 2005 - 2006 | Disney Club                 | Él mismo                    | Conductor                                |
| 2007        | Max Steel Misión Adrenalina | Él mismo                    | Participante                             |
| 2011        | La rosa de Guadalupe        | Oziel                       | Capítulo: "Mister Narco"                 |
| 2011        | Bienvenida realidad         | Omar Valdés                 | Elenco recurrente, 120 episodios         |
| 2012        | Paramédicos                 | Daniel                      | Episodio: "Paciente no. 100"             |
| 2012        | Cuando toca la campana      | Paul                        | Antagonista principal                    |
| 2013 - 2015 | Violetta                    | Marco Tavelli               | Elenco principal, 160 episodios          |
| 2017        | Caer en tentación           | Joaquín                     | Actuación estelar                        |
| 2020 - 2022 | Control Z                   | Ernesto                     | Personaje principal, serie de TV Netflix |
| 2020 - 2021 | 100 días para enamorarnos   | Daniel "Dani" Cuesta Franco | Actuación estelar                        |
| 2022        | Armas de mujer              | Leonardo Mota Pintos        | Elenco principal                         |
| 2024        | El Conde: Amor y Honor      | David Villarreal Zambrano   | Actuación estelar                        |

### Cine
| Año  | Título                              | Rol    | Notas                      |
| ---- | ----------------------------------- | ------ | -------------------------- |
| 2011 | Malaventura                         |        | Debut en cine              |
| 2013 | Réquiem para Inés                   | Daniel | Cortometraje               |
| 2013 | Paradisio                           | Michel | Protagonista. Cortometraje |
| 2018 | Esto no es Berlín                   | Carlos |                            |
| 2018 | Lo más sencillo es complicarlo todo | Luis   | Película de Netflix        |

## Discografía
- 2013: Hoy somos más[23]
- 2013: Violetta en vivo[24]

## Premios y nominaciones
| Año  | Premio                       | Categoría      | Producción             | Resultado | Ref           |
| ---- | ---------------------------- | -------------- | ---------------------- | --------- | ------------- |
| 2012 | Kids Choice Awards México    | Actor Favorito | Cuando toca la campana | Nominado  | [ 25 ]        |
| 2013 | Kids Choice Awards Argentina | Revelación     | Violetta               | Nominado  | [ 26 ] [ 27 ] |